# Socijaldemokratska stranka Švicarske
Socijaldemokratska stranka Švicarske  (njemački: Sozialdemokratische Partei der Schweiz, SP, talijanski: Partito socialista svizzero, francuski: Parti socialiste suisse, retoromanski: Partida socialdemocratica da la Svizra) je lijeva politička stranka u Švicarskoj. Članica je Socijalističke internacionale.

## Povijest
Nastala je 1888. iz Grütliverein-a i različitih kantonalnih socijalističkih stranaka u Bernu.

## Članovi
- Alain Berset
- Simonetta Sommaruga

## Vanjske poveznice
- Socijaldemokratska stranka Švicarske